# Ingham (Suffolk)
Ingham – wieś w Anglii, w hrabstwie Suffolk, w dystrykcie West Suffolk. Leży 41 km na północny zachód od miasta Ipswich i 106 km na północny wschód od Londynu. W 2001 miejscowość liczyła 419 mieszkańców.